# 세누마 유지
세누마 유지(일본어: 瀬沼 優司, 1990년 9월 1일 ~ )는 일본의 축구 선수이다.

## 구단 경력
그는 2012년부터 2024년까지 J리그의 시미즈 에스펄스, 도치기 SC, 에히메 FC, 몬테디오 야마가타, 요코하마 FC, 츠바이겐 가나자와, SC 사가미하라에서 활동하였다.